# Paul Schweikher
Paul Schweikher (Denver, 28 luglio 1903 – Phoenix, 23 dicembre 1997) è stato un architetto statunitense modernista della metà del secolo.

## Biografia

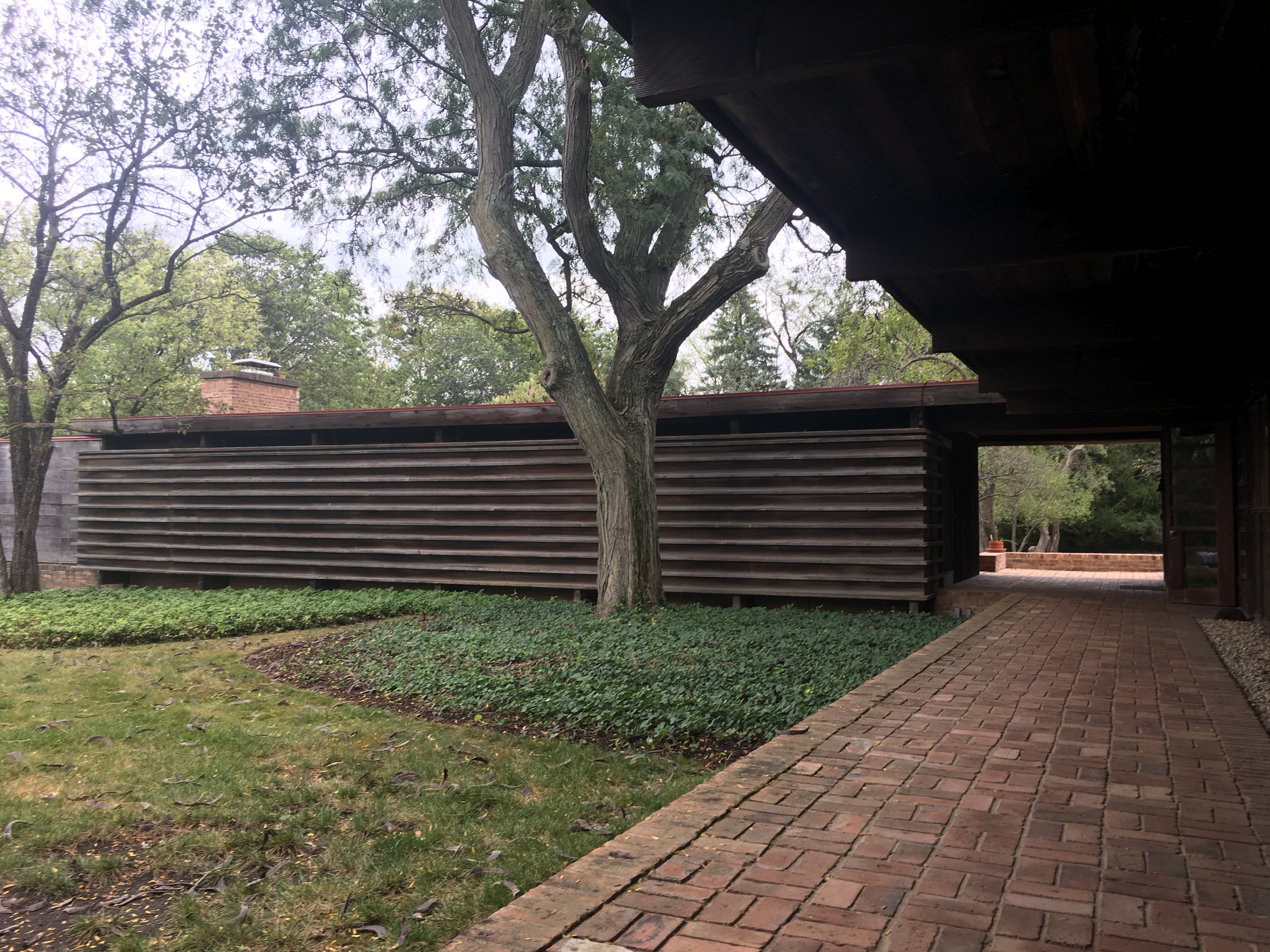
Camminamento in mattoni della Schweikher House.

Paul Schweikher nacque a Denver, in Colorado, nel 1903 da una famiglia di musicisti. Inizialmente si formò all'Università del Colorado per un anno (1921-22) prima di sposare sua moglie. Si trasferì con lei a Chicago, nell'Illinois, e studiò presso l'Art Institute di Chicago, mentre lavorava per lo studio Lowe & Bollenbacher. Schweikher ha fatto carriera da impiegato a supervisore dell'edilizia. Dopo due anni e mezzo di lavoro presso lo studio, Schweikher lasciò l'azienda per unirsi allo studio David Adler. Tra i progetti a cui Schweikher ha lavorato c'è la Tenuta William McCormick Blair a Lake Bluff, Illinois.
In seguito studiò all'Armour Institute of Technology, prima di trasferirsi e conseguire una laurea alla Yale School of Architecture. Tornò a Chicago dopo gli studi nel 1930 e collaborò con George Fred Keck e Philip Maher. Salì rapidamente alla ribalta e le sue opere furono incluse in una mostra al Museum of Modern Art nel 1933. Le sue opere sono state esposte anche all'Esposizione Internazionale Century of Progress. Schweikher entrò a far parte dello studio Lamb e Elting nel 1934.
Nel 1953 Schweikher fu nominato presidente della Scuola di Architettura di Yale, dopo il ritiro di George Howe. Cinque anni dopo si dimise dall'università per assumere la direzione della Scuola di Architettura Carnegie. Si ritirò nel 1970 e si trasferì a Sedona, in Arizona, dove aprì un piccolo studio. Morì nel 1997.

## Edifici e progetti

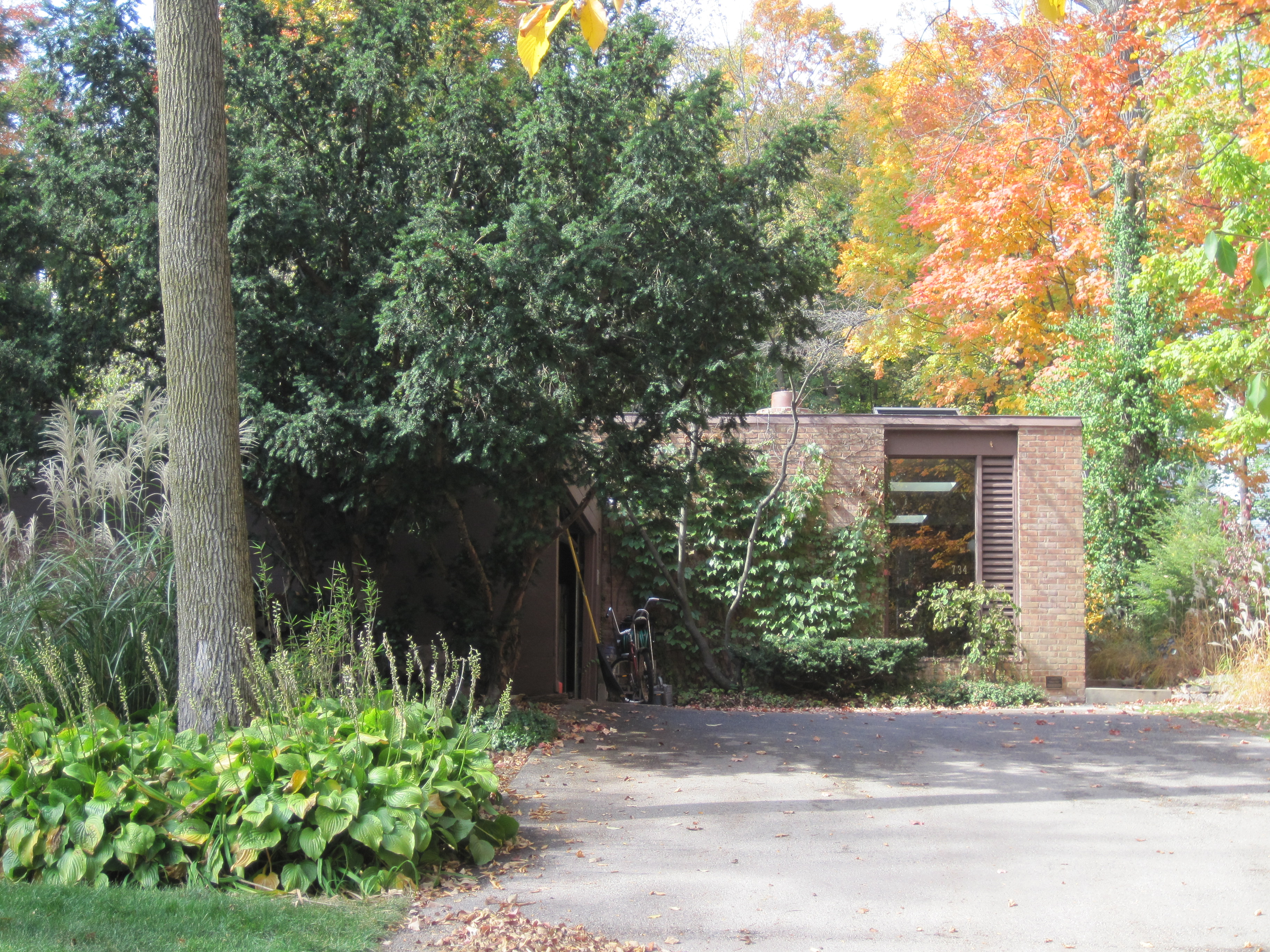
La Alfred A. Schiller House.

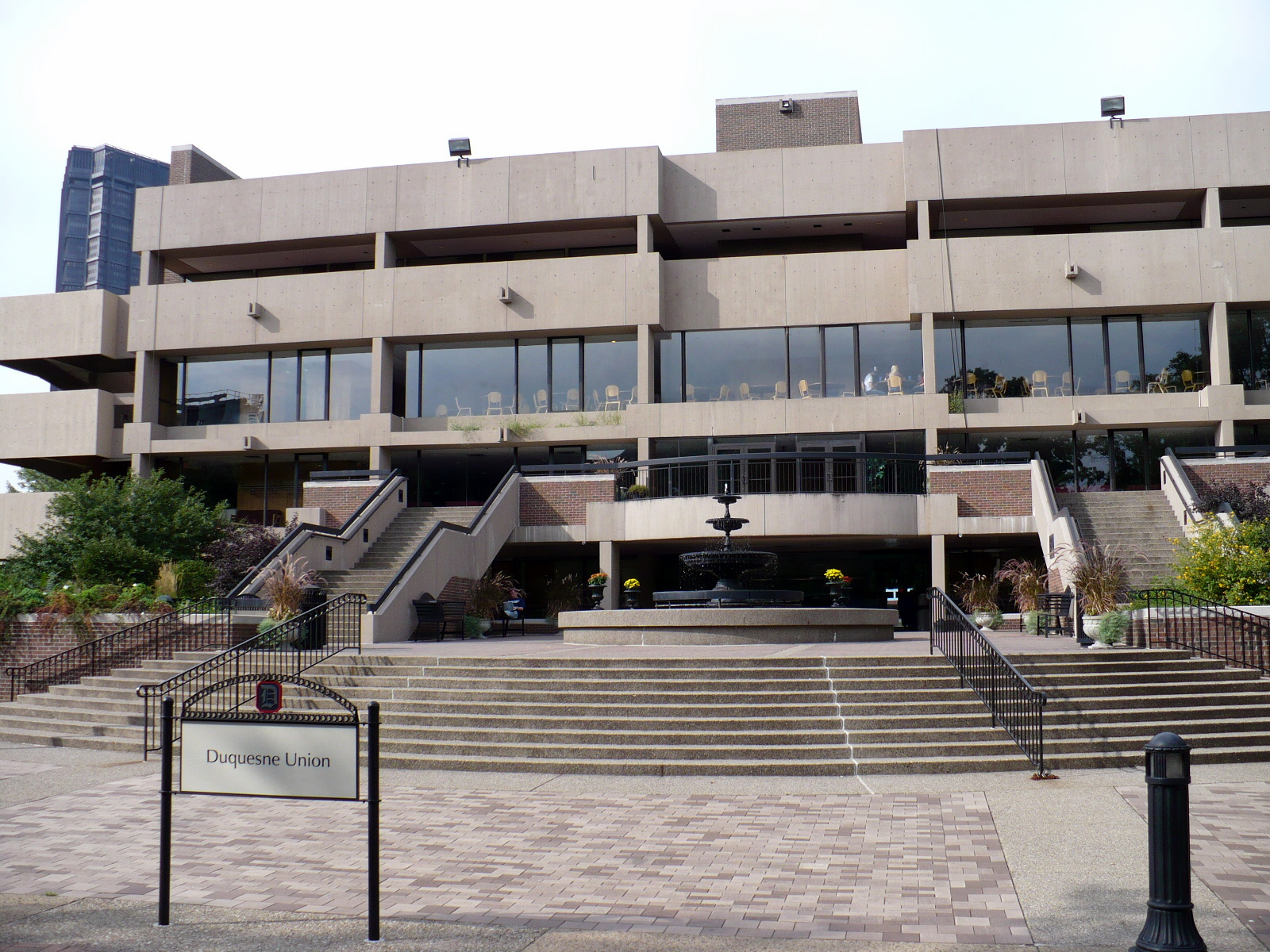
Casa degli studenti alla Duquesne University.

- 1932: Eliason House, Chicago, Illinois. (non costruito)
  - Modello esposto al Museo d'Arte Moderna nel 1933.
- 1936: Terza Chiesa Unitaria, Chicago, Illinois.
  - È stato inserito nell'elenco del patrimonio culturale di Chicago.[1]
- 1937–38: Casa e studio di Paul Schweikher,[2] Roselle (ora Schaumburg), Illinois.
  - È stato inserito nel National Register of Historic Places.[3]
- 1939–42: Redwood Village Cooperative (alias North Shore Cooperative[4]), Glenview, Illinois.[5][6]
- 1940: Casa Lewis, Park Ridge, Illinois.[5]
- 1940: Casa S.W. Burda, Mount Prospect, Illinois.
- 1947: Casa Donald Berg, Glen Ellyn, Illinois.
- 1948: Casa Upton, Scottsdale, Arizona. (successivamente distrutta)
- 1950: Casa Finch, Paradise Valley, Arizona.
- 1950: Casa di R. Harring, Jr., Highland Park, Illinois.[7]
- 1954: Casa Alfred A. Schiller, Glen Ellyn, Illinois.
  - È stato inserito nel National Register of Historic Places.[8]
- 1955: Laboratori di ricerca Josiah Willard Gibbs, Università Yale.
- 1956: Allen Hall, Università di Buffalo, Buffalo, New York.
- 1958: Chiesa Unitaria, Evanston, Illinois.
- 1962–66: Unione degli studenti della Duquesne University, Pittsburgh, Pennsylvania.
- 1965: Biblioteca Carnegie, filiale di Knoxville, Pittsburgh, Pennsylvania.
- 1967: Casa di Craig Wright, Fox Chapel, Pennsylvania.
- 1970: Edificio WQED,[9] Pittsburgh, Pennsylvania.
- 1972: Schweikher House, Sedona, Arizona